# DADA (ラッパー)
DADA（ダダ、 1999年 - ）は日本のラッパー。

## 来歴
1999年誕生。父親は「一般人ではなかった」。父親がいた頃のDADAの家庭は金回りがよく、彼は欲しいものはなんでも買ってもらうことができた。幼い日のDADAは父親に札束を見せられ、「お前もこれを稼ぐようになる」と教えられた。当時の彼にとって父親は「絶対的なヒーロー」であり、自分も同じ道を歩むつもりだった。しかし、DADAの父親は、彼が小学3年生の頃に突然蒸発し、生きているかどうかもわからなくなったかもしれない。父親がいなくなり、泣きつづける母親を見たDADAは、それ以来自分を表に出すことがあまりなくなったという。
中学3年生の頃からヒップホップを意識して聴きはじめる。A$AP Rockyなどを好んでいたが、日本のラッパーはほとんど知らなかった。街を歩いていたところ、「全身刺青だらけの日本人が真ん中に大きく映ってるフライヤー」が電柱に貼られているのを見かける。そのことをきっかけにKOHHを知り、「日本語なのにA$AP Rockyと同じやん！」と衝撃を受ける。15歳でラップをはじめたDADAは、小・中学校以来の友人らとクルー「NokeyBoyz」を結成する。クルーの名前は彼らの地元である野芥（のけ）に由来する。当初現役高校生クルーとして活動をはじめたDADAらは、「福岡の大人の人」らの手助けのもとイベントを開催した。家庭の事情でDADAは高校を中退することになり、後にその経験をもとに「High School Dropout」の歌詞を書いた。
18歳のとき、胸にタトゥーを入れる。幼いころから父親の刺青を見ていたDADAは自分も刺青を彫りたいと考えていたという。図案は漢字の「愛」5つで、彼はこれについて「愛見えんし5人家族やけん5個入れようみたいな感じです」と話している。2018年に実弟である太郎忍者がリリースした楽曲「Pussy」が「小学生ラッパーの楽曲」としてバイラルヒットする。このことについてDADAは「こっちが仕組んだこと」であると語りながらも、「最初は、自分が考えついたことであそこまでいくとは思っていなかったので太郎忍者も僕も、やっぱり俺にもできるんやって感じてたと思います」と振り返っている。
ソロとしての1stアルバム『Yours』を、2021年8月6日にリリースする。同アルバム最後の曲「High School Dropout」は9月30日にSpotify Japan「バイラルトップ 50」にチャートインし、同年12月にはMVが100万再生を突破した。2023年4月現在、MVの視聴回数は1295万回を超えている。10月2日には2ndアルバム『Mine』を発表する。『Yours』が内面をエモーショナルに表現している一方で、『Mine』ではUKドリルを意識したアグレッシブな曲調が目立った。また、「Hit It」ではハイパーポップの要素も取り入れられた。2022年7月30日にはNokeyBoyzのAZUとともにコラボアルバム『Changes』をリリースする。

## ディスコグラフィ

### アルバム
| 発売日        | タイトル | 備考 |
| ------------- | -------- | ---- |
| 2021年8月6日  | Yours    |      |
| 2021年10月2日 | Mine     |      |
| 2022年7月30日 | Changes  |      |